# Dalnegroïta
La dalnegroïta és un mineral de la classe dels sulfurs que pertany al grup de la chabourneïta. Rep el nom en honor d'Alberto Dal Negro, catedràtic de mineralogia i cristal·lografia de la Universitat de Pàdua (Itàlia).

## Característiques
La dalnegroïta és una sulfosal de fórmula química (Tl₄Pb₂)(As₁₂Sb₈)S34. Va ser aprovada com a espècie vàlida per l'Associació Mineralògica Internacional l'any 2009. Cristal·litza en el sistema triclínic. La seva duresa a l'escala de Mohs es troba entre 3 i 3,5. Es tracta de l'anàleg de la chabourneïta amb arsènic dominant. Es troba estructuralment relacionada amb el grup de la sartorita.
Segons la classificació de Nickel-Strunz, la dalnegroïta pertany a «02.HC: Sulfosals de l'arquetip SnS, amb només Pb» juntament amb els següents minerals: argentobaumhauerita, baumhauerita, chabourneïta, dufrenoysita, guettardita, liveingita, parapierrotita, pierrotita, rathita, sartorita, twinnita, veenita, marumoïta, fülöppita, heteromorfita, plagionita, rayita, semseyita, boulangerita, falkmanita, plumosita, robinsonita, moëloïta, dadsonita, owyheeïta, zoubekita i parasterryita.

## Formació i jaciments
Va ser descoberta a la pedrera Lengenbach, que es troba a la comuna de Binn (Valais, Suïssa). També ha estat descrita a la mina Jiepaiyu, al comtat de Shimen (Hunan, República Popular de la Xina), i al dipòsit de Vorontsovskoe, a Tur'insk (óblast de Sverdlovsk, Rússia). Aquests dos indrets, més la localitat tipus, són els únics de tot el planeta on ha estat descrita aquesta espècie mineral.